# توماس براون (فيلسوف)
توماس براون الحاصل على زمالة الجمعية الملكية لإدنبرة (9 يناير 1778 - 2 أبريل 1820) كان فيلسوفًا وشاعرًا إسكتلنديًا.

## سيرته

### النشأة
ولد براون في كيركمابريك في كيركيدبرايتشيري، وهو ابن القس صموئيل براون (توفي عام 1779) (قس كيركمابريك وكيركديل) وماري سميث.
كان ابنهما قارئًا شغوفًا وطالبًا متحمسًا. تلقى تعليمه في عدة مدارس في لندن، ثم ذهب إلى جامعة إدنبرة في عام 1792، حيث التحق بفصل الفلسفة الأخلاقية لدوغالد ستيوارت، ولكن لا يبدو أنه أكمل دراسته. وبعد دراسة القانون لفترة درس الطب. وقد لقيت أطروحة تخرجه دي سومنو استحسانًا كبيرًا. لكن قوته كانت تكمن في التحليل الميتافيزيقي.

### مسيرته المهنية
وضع براون إجابة على الاعتراضات التي أثيرت ضد تعيين السير جون لسلي في منصب أستاذ الرياضيات (1805). وتعرض لسلي، أحد أتباع ديفيد هيوم، للهجوم من قبل رجال الدين باعتباره متشككًا وكافرًا، واغتنم براون الفرصة للدفاع عن عقيدة هيوم حول السببية باعتبارها لا تتعارض بأي حال من الأحوال مع الدين. وكان دفاعه في البداية مجرد كتيب، وأصبح في طبعته الثالثة أطروحة مطولة بعنوان التحقيق في العلاقة بين السبب والنتيجة، وهو نموذج جيد لملكة براون التحليلية.
في عام 1806 أصبح براون طبيبًا ممارسًا بالشراكة مع جيمس غريغوري (1753–1821)، ولكن على الرغم من نجاحه فقد فضل الأدب والفلسفة. وبعد فشله مرتين في الحصول على الأستاذية في الجامعة تلقى دعوة منهم للعمل كبديل لدوغالد ستيوارت أثناء مرضه في جلسة 1808-1809، وخلال الجلسة التالية تولى الكثير من أعمال ستيوارت. واستقبله الطلاب بحماس، ويرجع ذلك جزئيًا إلى بلاغته الكبيرة كما يرجع إلى حداثة وبراعة آرائه. وفي عام 1810 جرى تعيينه زميلًا لستيوارت، وهو المنصب الذي شغله لبقية حياته. وجرى انتخاب براون عضوًا في الجمعية الأثرية الأمريكية عام 1815. وكتب محاضراته تحت ضغط عالٍ، وخصص الكثير من الوقت لتحرير ونشر القصائد العديدة التي كتبها في أوقات مختلفة خلال حياته. كما كان يعد ملخصًا لمحاضراته ليكون بمثابة دليل لفصله. لم تكن صحته جيدة مسبقًا، لكنها انهارت تحت ضغط عمله.
وقد نُصح بالقيام برحلة إلى لندن، حيث توفي عام 1820 عن عمر يناهز 42 عامًا. وأعيد جثمانه إلى كيركمابريك لدفنه.

### نقده لإراسموس داروين
تضمنت إحدى أعمال براون البارزة نقدًا لنظرية التحويل لإراسموس داروين. وقد نشره الفيلسوف في شكل دراسة تفصيلية بعنوان ملاحظات حول علم الحيوان لإراسموس داروين (1798)، والتي اعتبرت عملًا نقديًا ناضجًا.
وفيها كتب براون:
وبما أن الأرض، على عمق كبير، تزخر ببقايا الحياة العضوية، فإن الدكتور داروين يتبنى الرأي القائل إنها ولدت وليست مخلوقة؛ وكانت الكمية الأصلية للمادة تتزايد باستمرار، من خلال عمليات توالد الحيوان وانتشار الغطاء النباتي. ويعتبر أن هذا الإنتاج لأسباب التأثيرات يقدم فكرة أكثر روعة عن قدرة الخالق اللامحدودة، مما لو كان هو الذي تسبب في التأثيرات نفسها ببساطة؛ وإذا كان غير المتصور مصدرًا للروعة، فالرأي عادل. ومع ذلك فهو مخالف لجميع الملاحظات التي تثبت أن عمليات النمو الحيواني والنباتي هي نتيجة لتركيبات جديدة من المادة كانت موجودة سابقًا؛ كما أنه يتعارض بشكل مباشر مع الآراء التي طرحها الدكتور داروين بنفسه.

لا يمكن للجسم أن يتزايد حجمًا إلا من خلال زيادة انفصال أجزائه، أو من خلال التمدد، أو من خلال تراكم أجزاء جديدة. في الحالة الأولى، لا تجري إضافة إلى الكمية الأصلية للمادة؛ ومن المؤكد أنه سيعترف بأنه لا يمكن لشيء أن يتراكم، وهو غير موجود. والأجزاء المتراكمة، والتي كانت موجودة قبل اتحادها بالحيوان، يجب أن تكون قد شكلت جزءًا من المادة الأصلية للعالم، أو أحضرت إلى الوجود، في خليقة جديدة، ليس بواسطة الحيوان الذي تنضم إليه، بل بواسطة قوة الخلق العظيم لوجود الحيوان.